# مارتن كالاغان
مارتن كالاغان (بالإنجليزية: Martin Callaghan)‏ هو لاعب كرة الماء أسترالي، ولد في 3 أغسطس 1962.

## وصلات خارجية
- مارتن كالاغان على موقع الاتحاد الدولي للسباحة (الإنجليزية)
- مارتن كالاغان على موقع أوليمبيديا (الإنجليزية)
- مارتن كالاغان على موقع اللجنة الأولمبية الأسترالية (الإنجليزية)